# Corona feroesa
La corona feroesa (en feroés: føroysk króna, plural, krónur) es la unidad monetaria de las Islas Feroe. Se divide en 100 oyrur (singular oyra). 
No se trata de una divisa independiente, sino una versión local de la corona danesa. En consecuencia, no tiene un código ISO 4217 oficial. El encargado de emitir los billetes es el Banco Nacional de Dinamarca. Los billetes feroeses no son de curso legal en Dinamarca. Esta relación similar guardan el dólar tuvaluano y el dólar kiribatiano con la divisa australiana o el balboa panameño con el dólar de los Estados Unidos. La corona de las Islas Feroe no es una moneda independiente, sino una variación de la unidad monetaria danesa.

## Historia
Cuando las tropas alemanas ocuparon Dinamarca el 9 de abril de 1940,  en las islas Feroe se utilizaba la corona danesa. Sin embargo, todos los intercambios entre las Feroe y Dinamarca se interrumpieron como resultado de la invasión y se desarrollaron dos mercados independientes con la misma moneda. El 31 de mayo de 1940 se introdujeron billetes especiales para las islas Feroe, que consistían en billetes daneses con un sello impreso. Estos billetes se cambiaron por otros sin sellar a la par.
Desde el 14 de octubre de 1940 se imprimieron nuevos billetes en nombre del Banco Nacional de Dinamarca. El valor de estos billetes era el mismo a los que ya se utilizaban. El 18 de diciembre de 1940 se estableció una entidad monetaria encargada de controlar el intercambio internacional y asegurar la solvencia de las Feroe. La entidad estaba dirigida por un comité de nueve miembros, un juez que era el director, un representante de la oficina de exportaciones pesqueras de las Feroe, un representante de la Unión de Comerciantes de las Feroe, un representante del Føroya Banki, un representante del banco de ahorros Føroya Sparikassi y cuatro representantes del Løgting.
El 18 de diciembre de 1940 la corona feroesa se fijó a la libra esterlina con una tasa de cambio de 22,40 coronas por libra. Esta tasa fue aceptada de manera oficial por el gobierno británico en un tratado llamado "Acuerdo entre el gobierno británico de Su Majestad y la Administración de las islas Feroe para regular las relaciones financieras entre el Reino Unido y las islas Feroe" que entró en vigor el 27 de marzo de 1941. Al mismo tiempo, el comité monetario de las Feroe se reorganizó a tres miembros: un representante del gobierno británico, otro representante del estado danés y otro representante del parlamento feroés. En 1941 se acuñaron monedas en Londres para su uso en las islas Feroe.
El 12 de abril de 1949, la corona feroesa se separó de la libra esterlina y se fijó a la corona danesa a la par. Este acuerdo aún sigue en vigor. Aunque los billetes feroeses estén emitidos en nombre del Banco Nacional de Dinarmarca, éste no tiene ninguna reclamación ni ningún derecho sobre los billetes feroeses emitidos antes de 1951.

## Monedas
Actualmente las islas Feroe utilizan las monedas danesas, sin embargo la región ha emitido durante varios periodos cortos monedas específicas.
A finales del siglo XIX, el mercante alemán C.F. Siemsen encargado de transportar bienes entre las islas Feroe e Islandia, emitió sus propias monedas privadas. Esta emisión se acuñó en latón, y en un lado de la moneda llevaba la leyenda "CFS" y en el otro la denominación: 4 o 16 skilling en bienes (x SKILLING I VARE). Debido a la escasez de monedas entre 1929 y 1933, otros dos mercantes acuñaron también sus propias monedas: el J.F. Kjølbro en Klaksvík y el S.P. Petersens Eftf en Fuglafjørður. El Kjølbro emitió sus monedas en aluminio en denominaciones de 10, 20 y 50 øre, y 1, 2, 5, y 10 coronas. El S.P. Petersens Eftf las emitió en latón en denominaciones de 5, 10, 25 øre, 1, 2 y 5 coronas.
Durante la Segunda Guerra Mundial las islas Feroe se separaron de Dinamarca debido a las ocupaciones del Reino Unido y Dinamarca. En 1941, se acuñaron en Londres una serie de monedas de 1, 2, 5, 10 y 25 øre para aliviar la escasez de pequeño cambio. Esta emisión era idéntica a las monedas danesas anteriores a la guerra, que se diferencian por el metal en el que están acuñadas: las monedas de la ceca británica son de bronce y cuproníquel y las danesas de aluminio y zinc.

## Billetes
En 1940, los billetes daneses de 5, 20, 50, 100 y 500 coronas fueron sellados con el texto Kun Gyldig paa Færøerne, Færø Amt, Juni 1940. Más tarde en ese mismo año, el Færø Amt emitió billetes distintivos en denominaciones de 1, 5, 10 y 100 coronas. Desde 1951, los billetes incluían los textos en feroés. El billete de 1 corona no fue continuado y en 1967 se introdujeron los billetes de 50 coronas, seguidos de los de 500 y 1 000 coronas en 1978, 20 coronas en 1986 y 200 coronas en 2003. Entre 2001 y 2005, se introdujo una nueva serie de billetes con más medidas de seguridad y para sustituir las series anteriores.
| Denominación  | Color predominante | Anverso                                    | Reverso                                 |
| ------------- | ------------------ | ------------------------------------------ | --------------------------------------- |
| 50 Coronas    | Gris               | 50 - FIMMTI KRÓNUR                         | 50 - FØROYAR - Paisaje feroés           |
| 100 Coronas   | Naranja            | 100 - HUNDRAD KRÓNUR - Aleta y cola de pez | 100 - FØROYAR - Paisaje feroés          |
| 200 Coronas   | Gris               | 200 - TVEY HUNDRAD KRÓNUR - Mariposa       | 200 - FØROYAR - Paisaje costero feroés  |
| 500 Coronas   | Verde              | 500 - FIMM HUNDRAD KRÓNUR - Cangrejo       | 500 - FØROYAR - Paisaje feroés          |
| 1.000 Coronas | Marrón/Rojo        | 1000 - EITT TÚSUND KRÓNUR - Aves           | 1000 - FØROYAR - Paisaje costero feroés |